# Antónkovo
Antónkovo (en rus: Антонково) és un poble del krai de Perm, a Rússia, que en el cens del 2010 tenia 135 habitants.